# Ruggero Luigi Emidio Antici Mattei
Ruggero Luigi Emidio Antici Mattei (ur. 23 marca 1811 w Recanati, zm. 21 kwietnia 1883 w Rzymie) – włoski kardynał.

## Życiorys
Urodził się 23 marca 1811 roku w Recanati, jako syn Carla Teodora Anticiego i Anny Marii Mattei. 25 marca 1834 roku przyjął święcenia diakonatu, a 7 września – prezbiteratu. 8 stycznia 1866 roku został łacińskim patriarchą Konstantynopola, a 25 lutego przyjął sakrę. 15 marca 1875 roku został kreowany kardynałem in pectore. Jego nominacja na kardynała prezbitera została ogłoszona na konsystorzu 17 września i nadano mu kościół tytularny San Lorenzo in Panisperna. Zmarł 21 kwietnia 1883 roku w Rzymie.